# Niven Busch
Niven Busch (* 26. April 1903 in New York City, New York; † 25. August 1991 in San Francisco, Kalifornien) war ein US-amerikanischer Drehbuch- und Romanautor sowie Hochschullehrer, der einmal für einen Oscar für die beste Originalgeschichte nominiert war.

## Leben
Busch absolvierte nach dem Schulbesuch ein Studium an der Princeton University und war danach als Autor und Artikelschreiber beim Nachrichtenmagazin Time sowie bei der Zeitschrift The New Yorker beschäftigt. Seine Laufbahn als Drehbuchautor in der Filmwirtschaft Hollywoods begann er 1931, nachdem er einen Vertrag bei Warner Bros. geschlossen hatte. Sein erstes verfilmtes Drehbuch erfolgte 1932 für Der Schrei der Menge (The Crowd Roars) von Howard Hawks mit James Cagney, Joan Blondell und Ann Dvorak.
Nach seinem Ausscheiden bei Warner Bros. war Busch zwischen 1934 und 1938 als freiberuflicher Autor tätig. In dieser Zeit wurde er bei der Oscarverleihung 1938 für den Oscar für die beste Originalgeschichte nominiert, und zwar für den Actionfilm Chicago (1938) von Henry King mit Tyrone Power, Alice Faye und Don Ameche in den Hauptrollen.
Nachdem er zwischen 1938 und 1939 erneut als Autor bei Warner Bros. unter Vertrag stand, arbeitete er zwischen 1939 und 1952 wieder als freiberuflicher Autor. In dieser Zeit entstand 1944 mit Duel in the Sun sein bekanntester Roman. Nachdem der Filmproduzent David O. Selznick die Filmrechte daran erworben hatte, wurde der Roman 1946 von King Vidor mit Jennifer Jones, Joseph Cotten und Gregory Peck als Duell in der Sonne (Duel in the Sun) verfilmt.
Weitere Filme, die nach seinen Romanen entstanden, waren beispielsweise Till the End of Time (1946) von Edward Dmytryk mit Dorothy McGuire, Robert Mitchum und Guy Madison nach seinem Roman They Dream of Home, The Capture (1950) von John Sturges mit Lew Ayres, Teresa Wright und Victor Jory nach seinem gleichnamigen Roman sowie Die Farm der Besessenen (The Furies, 1950) von Anthony Mann mit den Hauptdarstellern Barbara Stanwyck, Wendell Corey und Walter Huston nach seinem Roman The Furies.
1952 verließ Busch das Filmgeschäft Hollywoods und arbeitete später als Dozent an der University of California. Daneben verfasste er mehrere weitere Romane, die teilweise in seiner kalifornischen Heimat spielten. 1988 spielte er als 84-Jähriger die Nebenrolle eines alten Mannes in der von Philip Kaufman inszenierten Verfilmung Die unerträgliche Leichtigkeit des Seins (The Unbearable Lightness of Being) an der Seite von Daniel Day-Lewis, Juliette Binoche und Lena Olin.
Busch war viermal verheiratet, darunter zwischen 1942 und 1952 mit der Schauspielerin und Oscarpreisträgerin Teresa Wright. Aus dieser Ehe gingen zwei Kinder hervor. Sein Enkel ist der Filmproduzent Jonah Smith, der 2002 für Waking Life (2001) für den Independent Spirit Award für den besten Film nominiert war.
Busch starb an den Folgen einer Herzinsuffizienz.

## Veröffentlichungen
- Twenty-one Americans: being profiles of some people famous in our time, 1930
- The Carrington incident, 1941
- Duel in the sun, 1944
- They dream of home, 1944
- …Day of the conquerors: a novel, 1946
- The furies, 1948
- The hate merchant: a novel, 1953
- The actor, 1955
- California Street: A Novel, 1959
- The San Franciscans: a novel, 1962
- The gentleman from California: a novel, 1965
- The takeover: a novel, 1973
- No Place for a Hero, 1980
- Continent's edge, 1980
- The titan game, 1989

## Filmografie (Auswahl)
Vorlage
- 1950:	Die Farm der Besessenen (The Furies)
- 1953: Der Mann vom Alamo (The Man from Alamo)

Drehbuch
- 1932: Der Schrei der Menge (The Crowd Roars)
- 1934: Babbitt
- 1938: Chicago (In Old Chicago)
- 1940: Der Westerner (The Westerner)
- 1946: Duell in der Sonne (Duel in the Sun)
- 1946: Im Netz der Leidenschaften (The Postman Always Rings Twice)
- 1947: Verfolgt (Pursued)
- 1951: Die Teufelsbrigade (Distant Drums)

## Hintergrundliteratur
- Patrick McGilligan: Backstory, Berkeley, University of California Press, 1986